# Divisione Nazionale 1926-1927
La Divisione Nazionale 1926-1927 è stata la 27ª edizione della massima serie del campionato italiano di calcio, disputata tra il 3 ottobre 1926 e il 10 luglio 1927 e conclusa con la vittoria del Torino, ma lo scudetto venne revocato nel corso della stagione successiva perché un membro del consiglio di amministrazione del club fu accusato di aver comprato la vittoria nel derby contro la Juventus, giocato il 5 giugno 1927 e vinto per 2-1 dalla formazione granata.
Questo fu il primo campionato italiano organizzato su base nazionale, affidato al nuovo organismo fascista denominato Direttorio Divisioni Superiori.
Capocannoniere del torneo è stato Antonio Powolny (Inter) con 22 reti.

## Stagione

### La Divisione Nazionale

Il neonato Napoli

L'intervento diretto del regime fascista nel mondo del calcio nell'estate del 1926 aveva rivoluzionato l'organizzazione dei campionati italiani: la Carta di Viareggio, per la prima volta, riunì le squadre del Nord e quelle del Sud in un unico torneo, la Divisione Nazionale. Il regime, secondo gli ideali nazionalistici, era infatti interessato a superare la dicotomia che aveva caratterizzato il mondo del calcio fin dalle sue origini in Italia, arrivando a un campionato esteso sull'intero territorio nazionale.
Il nuovo regolamento prevedeva inoltre l'abolizione della finale, un appuntamento che negli ultimi anni si era dimostrato ingestibile sotto il profilo dell'ordine pubblico a causa delle fortissime rivalità che si scatenavano fra le tifoserie avversarie. Lo scudetto sarebbe stato assegnato invece in un piccolo torneo da sei squadre, che avrebbe avuto inoltre il pregio di abbozzare per la prima volta una classifica, un metro di misura delle rispettive forze delle migliori società a livello nazionale. Per le squadre eliminate dalle finali venne invece introdotto uno specifico trofeo di consolazione: la Coppa CONI.

### Formula
Due gironi nazionali da 10 squadre ciascuno, di cui le prime tre classificate accedono alla fase finale, mentre le ultime due vengono retrocesse. Lo scudetto viene assegnato alla vincitrice del raggruppamento finale composto da 6 squadre.

### Avvenimenti
Il torneo segnò l'inizio del dominio delle squadre metropolitane sul campionato, e il conseguente declino delle provinciali, limitate dall'insorgere del professionismo sostenuto dai grandi capitali finanziari. Le sei finaliste furono infatti tutte espressione delle quattro più grandi città del Nord. Dopo un lustro di mediocrità, si rifecero vive anche le due milanesi, protagoniste di un percorso finalmente all'altezza del loro blasone.

Il centravanti bolognese Schiavio sfugge ai difensori juventini Rosetta e Allemandi nella sfida del 27 marzo 1927, nel girone finale valido per l'assegnazione del titolo.

Molto regolare fu il cammino dei campioni in carica della Juventus, la cui partecipazione alle finali non fu mai in dubbio; non ebbe problemi neppure l'Inter, che anzi ottenne un risultato di prestigio battendo i bianconeri a Milano. Assai faticosa fu invece la qualificazione del Genoa costretto a rincorrere il Casale e capace di aver ragione dei nerostellati grazie a una netta vittoria nello scontro diretto di Marassi, a cinque gare dal termine.
Speculare l'esito dell'altro raggruppamento. Anche qui la vincitrice fu una torinese, il Torino, inseguita da una milanese, il Milan, che giocò la prima stagione nel nuovo stadio di San Siro, dove si inchinarono gli stessi granata. Più incerta la qualificazione del Bologna, che grazie a un autorevole girone di ritorno seppe tenere a bada l'Alessandria e il Livorno, l'ultimo avversario ad arrendersi.
In zona retrocessione, le tre new entry del Sud ebbero il primo scottante contatto con la realtà del calcio settentrionale, dotato di un tasso tecnico nettamente superiore a quello dell'ex-Lega Sud. L'Alba Audace riuscì invero a compiere un discreto percorso iniziale, ma calò alla distanza e uscì sconfitta da quattro delle ultime cinque partite, venendo superata sia dal Verona sia dal Brescia che la relegarono al fatale penultimo posto. Non ebbe invece mai speranze l'altra squadra romana, la Fortitudo Pro Roma, che conobbe nella vittoria casalinga sul Torino l'unico lampo di una stagione oscura. Discorso a parte va fatto per il Napoli che al suo primo anno di vita fu protagonista di una stagione disastrosa: il solo punto ottenuto fu strappato dai partenopei al Brescia, grazie a un pareggio in casa a reti bianche.
La Federazione non poté che prendere atto dell'inadeguatezza del calcio meridionale in un torneo unificato: fedele comunque al progetto di un campionato nazionale, decise di ripescare la compagine partenopea, avendo ottenuto da una parte precise garanzie di campagna acquisti dal presidente Giorgio Ascarelli, e dall'altra sostenendo la fusione fra Alba, Fortitudo e Roman, dando così vita all'Associazione Sportiva Roma, la quale venne ammessa in Divisione Nazionale, benché i tre club fondatori fossero destinati, in teoria, a disputare la Prima Divisione. A permettere il ripescaggio fu la fusione di Andrea Doria e Sampierdarenese nella società La Dominante (avvenuta il 27 luglio 1927) che liberò un posto in Divisione Nazionale. Sembrò dunque prospettarsi un torneo di qualificazione tra Napoli, Cremonese e Roma con in palio il posto rimasto vacante in Divisione Nazionale, ma i tre club chiesero e ottennero l'allargamento della massima divisione da venti a ventidue compagini, venendo pertanto riammesse tutte e tre. L'allargamento della Divisione Nazionale da 20 a 22 squadre, con conseguente riammissione di Napoli, Cremonese e Roma, fu stabilito durante l'assemblea federale del 25 agosto 1927.

Il Torino che si vide revocato lo scudetto conquistato sul campo

Sei squadre di vaglia del calcio italiano si ritrovarono dunque a contendersi lo scudetto; fra di esse, l'unica a non aver mai vinto il titolo in precedenza era il Torino. La nuova formula del torneo riproponeva, dopo sei anni, i derby fra squadre della stessa città. Le due milanesi, Inter e Milan diedero segni di appagamento, chiudendo sul fondo della graduatoria. Il Torino invece si mise in evidenza, trascinato dal cosiddetto Trio delle Meraviglie composto dall'argentino Julio Libonatti, dal piemontese Adolfo Baloncieri e dal ligure Gino Rossetti. I granata, infatti, ottennero due fondamentali successi casalinghi nel derby il 5 giugno e contro il Bologna il 3 luglio 1927 (quest'ultimo incontro, disputato inizialmente il 15 maggio e vinto sempre dal Torino, venne fatto ripetere in seguito a un controverso errore tecnico arbitrale, ovvero un presunto fuorigioco non segnalato nell'azione del gol, rilevato dalla Federazione nonostante il parere contrario del direttore di gara). Fu così che il Torino poté festeggiare il suo primo storico tricolore.

### La revoca dello scudetto
La gioia del popolo granata fu di breve durata: nell'autunno successivo, lo scudetto venne revocato al Torino per le conseguenze del caso Allemandi, uno dei primi scandali del calcio italiano. Secondo la versione ufficiale, il terzino della Juventus Luigi Allemandi sarebbe stato avvicinato da un dirigente granata, il dottor Guido Nani, il quale, con l'intento di corromperlo, gli avrebbe consegnato 25 000 lire, affinché questi addomesticasse il derby in programma per il 5 giugno. Nella gara incriminata, tuttavia, Allemandi si segnalò tra i migliori in campo: Nani si sarebbe quindi rifiutato di pagare al calciatore le restanti 10 000 lire pattuite, e Francesco Gaudioso, lo studente che avrebbe fatto da intermediario per la combine, avrebbe raccontato la vicenda al giornalista Renato Ferminelli, che denunciò il misfatto.
Nel novembre 1927, dopo un'indagine e una serie di interrogatori, che coinvolsero anche altri giocatori juventini, la Federazione, guidata dal gerarca fascista e podestà di Bologna Leandro Arpinati, revocò lo scudetto al Torino e squalificò a vita Allemandi, nel frattempo passato all'Inter; tuttavia il calciatore, che si proclamò sempre innocente, godette già nel 1928 di un'amnistia. Il titolo di campione d'Italia non venne attribuito al Bologna, secondo classificato, nonostante il regolamento dell'epoca prescrivesse questa eventualità, e rimase pertanto non aggiudicato.
Le numerose controversie che caratterizzarono il procedimento giudiziario portarono nel tempo a diverse richieste da parte del Bologna e del Torino di riassegnazione dello scudetto. Già nel 1949, durante i funerali del Grande Torino, la Federazione promise di riaprire il caso, ma tale assicurazione non ebbe seguito. Anche in seguito i rossoblù e i granata continuarono a rivolgere petizioni in tal senso, ma la FIGC, pur dando disponibilità a riesaminare la questione, non ha finora adottato alcun provvedimento.

## Girone A

### Squadre partecipanti
| Club         | Stagione | Città             | Stadio                           | Stagione precedente                         |
| ------------ | -------- | ----------------- | -------------------------------- | ------------------------------------------- |
| Alba Audace  | dettagli | Roma              | Motovelodromo Appio              | Finalista nazionale                         |
| Brescia      | dettagli | Brescia           | Stadium di viale Piave           | 8º posto nel girone A della Prima Divisione |
| Casale       | dettagli | Casale Monferrato | Stadio Natale Palli              | 6º posto nel girone A della Prima Divisione |
| Genoa        | dettagli | Genova            | Campo di via del Piano a Marassi | 3º posto nel girone B della Prima Divisione |
| Verona       | dettagli | Verona            | Campo di Borgo Venezia           | 4º posto nel girone A della Prima Divisione |
| Inter        | dettagli | Milano            | Campo di via Goldoni             | 5º posto nel girone A della Prima Divisione |
| Juventus     | dettagli | Torino            | Stadio di Corso Marsiglia        | Campione d'Italia                           |
| Modena       | dettagli | Modena            | Campo di viale Fontanelli        | 3º posto nel girone A della Prima Divisione |
| Napoli       | dettagli | Napoli            | Stadio Militare dell'Arenaccia   | Finalista di Lega Sud                       |
| Pro Vercelli | dettagli | Vercelli          | Campo piazza Conte di Torino     | 7º posto nel girone B della Prima Divisione |

### Classifica finale
|  | Pos. | Squadra      | Pt | G  | V  | N | P  | GF | GS | DR  |
|  | ---- | ------------ | -- | -- | -- | - | -- | -- | -- | --- |
|  | 1.   | Juventus     | 27 | 18 | 12 | 3 | 3  | 44 | 10 | +34 |
|  | 1.   | Inter        | 27 | 18 | 12 | 3 | 3  | 49 | 22 | +27 |
|  | 3.   | Genoa        | 24 | 18 | 10 | 4 | 4  | 37 | 15 | +22 |
|  | 4.   | Casale       | 21 | 18 | 9  | 3 | 6  | 24 | 22 | +2  |
|  | 5.   | Pro Vercelli | 20 | 18 | 7  | 6 | 5  | 27 | 22 | +5  |
|  | 6.   | Modena       | 18 | 18 | 6  | 6 | 6  | 21 | 27 | -6  |
|  | 7.   | Brescia      | 15 | 18 | 6  | 3 | 9  | 28 | 35 | -7  |
|  | 7.   | Verona       | 15 | 18 | 6  | 3 | 9  | 19 | 35 | -16 |
|  | 9.   | Alba Audace  | 12 | 18 | 5  | 2 | 11 | 25 | 32 | -7  |
|  | 10.  | Napoli       | 1  | 18 | 0  | 1 | 17 | 7  | 61 | -54 |

- Per approfondire su deroghe regolamentarie e fusioni vedi la sezione "Aggiornamenti" nelle voci Divisione Nazionale 1927-1928 e Prima Divisione 1927-1928.

Legenda:
      Ammesso alle finali.
 Retrocesso in Prima Divisione 1927-1928.
Regolamento:
Due punti a vittoria, uno a pareggio, zero a sconfitta.
Era in vigore il pari merito.
Il Napoli è stato poi ammesso in sovrannumero alla Divisione Nazionale 1927-1928 per motivi geografici.
L'Alba è stata ripescata e ha fondato la Roma insieme alla Fortitudo e al Roman.

### Risultati

#### Calendario
| andata (1ª) | andata (1ª) | Prima giornata      | ritorno (10ª) | ritorno (10ª) |
|             |             |                     |               |               |
| 3 ott.      | 3-1         | Casale-Alba Audace  | 1-0           | 19 dic.       |
| 3 ott.      | 4-1         | Genoa-Brescia       | 0-1           | 19 dic.       |
| 3 ott.      | 6-0         | Juventus-Verona     | 0-1           | 19 dic.       |
| 3 ott.      | 3-1         | Modena-Pro Vercelli | 0-0           | 19 dic.       |
| 3 ott.      | 0-3         | Napoli-Inter        | 2-9           | 19 dic.       |

| andata (2ª) | andata (2ª) | Seconda giornata     | ritorno (11ª) | ritorno (11ª) |
|             |             |                      |               |               |
| 10 ott.     | 0-0         | Brescia-Pro Vercelli | 1-3           | 23 gen.       |
| 10 ott.     | 2-1         | Inter-Modena         | 4-1           | 23 gen.       |
| 10 ott.     | 4-0         | Juventus-Casale      | 2-0           | 26 dic.       |
| 10 ott.     | 0-2         | Napoli-Alba Audace   | 2-5           | 26 dic.       |
| 10 ott.     | 1-1         | Verona-Genoa         | 0-2           | 26 dic.       |

| andata (1ª) | andata (1ª) | Prima giornata      | ritorno (10ª) | ritorno (10ª) |
|             |             |                     |               |               |
| 3 ott.      | 3-1         | Casale-Alba Audace  | 1-0           | 19 dic.       |
| 3 ott.      | 4-1         | Genoa-Brescia       | 0-1           | 19 dic.       |
| 3 ott.      | 6-0         | Juventus-Verona     | 0-1           | 19 dic.       |
| 3 ott.      | 3-1         | Modena-Pro Vercelli | 0-0           | 19 dic.       |
| 3 ott.      | 0-3         | Napoli-Inter        | 2-9           | 19 dic.       |

| andata (2ª) | andata (2ª) | Seconda giornata     | ritorno (11ª) | ritorno (11ª) |
|             |             |                      |               |               |
| 10 ott.     | 0-0         | Brescia-Pro Vercelli | 1-3           | 23 gen.       |
| 10 ott.     | 2-1         | Inter-Modena         | 4-1           | 23 gen.       |
| 10 ott.     | 4-0         | Juventus-Casale      | 2-0           | 26 dic.       |
| 10 ott.     | 0-2         | Napoli-Alba Audace   | 2-5           | 26 dic.       |
| 10 ott.     | 1-1         | Verona-Genoa         | 0-2           | 26 dic.       |

| andata (3ª) | andata (3ª) | Terza giornata      | ritorno (12ª) | ritorno (12ª) |
|             |             |                     |               |               |
| 17 ott.     | 5-2         | Alba Audace-Brescia | 0-4           | 2 gen.        |
| 17 ott.     | 2-0         | Casale-Verona       | 2-1           | 2 gen.        |
| 17 ott.     | 4-1         | Genoa-Napoli        | 2-0           | 2 gen.        |
| 17 ott.     | 1-1         | Modena-Juventus     | 2-7           | 2 gen.        |
| 17 ott.     | 4-3         | Pro Vercelli-Inter  | 0-2           | 2 gen.        |

| andata (4ª) | andata (4ª) | Quarta giornata       | ritorno (13ª) | ritorno (13ª) |
|             |             |                       |               |               |
| 24 ott.     | 2-2         | Brescia-Modena        | 0-2           | 9 gen.        |
| 24 ott.     | 2-1         | Casale-Genoa          | 0-4           | 9 gen.        |
| 24 ott.     | 2-1         | Inter-Alba Audace     | 1-1           | 9 gen.        |
| 24 ott.     | 0-0         | Pro Vercelli-Juventus | 1-0           | 9 gen.        |
| 24 ott.     | 5-0         | Verona-Napoli         | 1-0           | 23 gen.       |

| andata (3ª) | andata (3ª) | Terza giornata      | ritorno (12ª) | ritorno (12ª) |
|             |             |                     |               |               |
| 17 ott.     | 5-2         | Alba Audace-Brescia | 0-4           | 2 gen.        |
| 17 ott.     | 2-0         | Casale-Verona       | 2-1           | 2 gen.        |
| 17 ott.     | 4-1         | Genoa-Napoli        | 2-0           | 2 gen.        |
| 17 ott.     | 1-1         | Modena-Juventus     | 2-7           | 2 gen.        |
| 17 ott.     | 4-3         | Pro Vercelli-Inter  | 0-2           | 2 gen.        |

| andata (4ª) | andata (4ª) | Quarta giornata       | ritorno (13ª) | ritorno (13ª) |
|             |             |                       |               |               |
| 24 ott.     | 2-2         | Brescia-Modena        | 0-2           | 9 gen.        |
| 24 ott.     | 2-1         | Casale-Genoa          | 0-4           | 9 gen.        |
| 24 ott.     | 2-1         | Inter-Alba Audace     | 1-1           | 9 gen.        |
| 24 ott.     | 0-0         | Pro Vercelli-Juventus | 1-0           | 9 gen.        |
| 24 ott.     | 5-0         | Verona-Napoli         | 1-0           | 23 gen.       |

| andata (5ª) | andata (5ª) | Quinta giornata          | ritorno (14ª) | ritorno (14ª) |
|             |             |                          |               |               |
| 7 nov.      | 3-0         | Alba Audace-Pro Vercelli | 0-3           | 30 gen.       |
| 12 dic.     | 2-1         | Genoa-Modena             | 1-1           | 16 gen.       |
| 7 nov.      | 4-1         | Juventus-Inter           | 0-3           | 6 feb.        |
| 7 nov.      | 0-2         | Napoli-Casale            | 0-3           | 16 gen.       |
| 7 nov.      | 1-4         | Verona-Brescia           | 2-4           | 6 feb.        |

| andata (6ª) | andata (6ª) | Sesta giornata       | ritorno (15ª) | ritorno (15ª) |
|             |             |                      |               |               |
| 14 nov.     | 0-2         | Alba Audace-Juventus | 0-1           | 13 feb.       |
| 14 nov.     | 5-1         | Brescia-Napoli       | 0-0           | 13 feb.       |
| 14 nov.     | 2-1         | Inter-Genoa          | 0-4           | 13 feb.       |
| 14 nov.     | 1-0         | Modena-Casale        | 0-3           | 13 feb.       |
| 14 nov.     | 4-1         | Pro Vercelli-Verona  | 1-2           | 13 feb.       |

| andata (5ª) | andata (5ª) | Quinta giornata          | ritorno (14ª) | ritorno (14ª) |
|             |             |                          |               |               |
| 7 nov.      | 3-0         | Alba Audace-Pro Vercelli | 0-3           | 30 gen.       |
| 12 dic.     | 2-1         | Genoa-Modena             | 1-1           | 16 gen.       |
| 7 nov.      | 4-1         | Juventus-Inter           | 0-3           | 6 feb.        |
| 7 nov.      | 0-2         | Napoli-Casale            | 0-3           | 16 gen.       |
| 7 nov.      | 1-4         | Verona-Brescia           | 2-4           | 6 feb.        |

| andata (6ª) | andata (6ª) | Sesta giornata       | ritorno (15ª) | ritorno (15ª) |
|             |             |                      |               |               |
| 14 nov.     | 0-2         | Alba Audace-Juventus | 0-1           | 13 feb.       |
| 14 nov.     | 5-1         | Brescia-Napoli       | 0-0           | 13 feb.       |
| 14 nov.     | 2-1         | Inter-Genoa          | 0-4           | 13 feb.       |
| 14 nov.     | 1-0         | Modena-Casale        | 0-3           | 13 feb.       |
| 14 nov.     | 4-1         | Pro Vercelli-Verona  | 1-2           | 13 feb.       |

| andata (7ª) | andata (7ª) | Settima giornata    | ritorno (16ª) | ritorno (16ª) |
|             |             |                     |               |               |
| 21 nov.     | 0-3         | Brescia-Inter       | 1-4           | 6 mar.        |
| 21 nov.     | 2-0         | Genoa-Alba Audace   | 3-1           | 6 mar.        |
| 21 nov.     | 0-0         | Modena-Verona       | 0-1           | 6 mar.        |
| 21 nov.     | 0-3         | Napoli-Juventus     | 0-8           | 6 mar.        |
| 21 nov.     | 1-1         | Casale-Pro Vercelli | 0-0           | 6 mar.        |

| andata (8ª) | andata (8ª) | Ottava giornata    | ritorno (17ª) | ritorno (17ª) |
|             |             |                    |               |               |
| 28 nov.     | 3-0         | Alba Audace-Verona | 0-2           | 13 mar.       |
| 28 nov.     | 3-0         | Inter-Casale       | 1-1           | 13 mar.       |
| 28 nov.     | 2-0         | Juventus-Brescia   | 2-0           | 13 mar.       |
| 28 nov.     | 0-1         | Napoli-Modena      | 0-1           | 13 mar.       |
| 28 nov.     | 2-2         | Pro Vercelli-Genoa | 0-3           | 13 mar.       |

| andata (7ª) | andata (7ª) | Settima giornata    | ritorno (16ª) | ritorno (16ª) |
|             |             |                     |               |               |
| 21 nov.     | 0-3         | Brescia-Inter       | 1-4           | 6 mar.        |
| 21 nov.     | 2-0         | Genoa-Alba Audace   | 3-1           | 6 mar.        |
| 21 nov.     | 0-0         | Modena-Verona       | 0-1           | 6 mar.        |
| 21 nov.     | 0-3         | Napoli-Juventus     | 0-8           | 6 mar.        |
| 21 nov.     | 1-1         | Casale-Pro Vercelli | 0-0           | 6 mar.        |

| andata (8ª) | andata (8ª) | Ottava giornata    | ritorno (17ª) | ritorno (17ª) |
|             |             |                    |               |               |
| 28 nov.     | 3-0         | Alba Audace-Verona | 0-2           | 13 mar.       |
| 28 nov.     | 3-0         | Inter-Casale       | 1-1           | 13 mar.       |
| 28 nov.     | 2-0         | Juventus-Brescia   | 2-0           | 13 mar.       |
| 28 nov.     | 0-1         | Napoli-Modena      | 0-1           | 13 mar.       |
| 28 nov.     | 2-2         | Pro Vercelli-Genoa | 0-3           | 13 mar.       |

| \| andata (9ª) \| andata (9ª) \| Nona giornata \| ritorno (18ª) \| ritorno (18ª) \| \| \| \| \| \| \| \| 5 dic. \| 3-0 \| Casale-Brescia \| 1-3 \| 20 mar. \| \| 5 dic. \| 1-2 \| Genoa-Juventus \| 0-0 \| 20 mar. \| \| 5 dic. \| 1-2 \| Alba Audace-Modena \| 2-2 \| 20 mar. \| \| 5 dic. \| 4-1 \| Pro Vercelli-Napoli \| 3-0 \| 20 mar. \| \| 5 dic. \| 1-1 \| Verona-Inter \| 0-5 \| 20 mar. \| |             |                     |               |               |
| andata (9ª) | andata (9ª) | Nona giornata       | ritorno (18ª) | ritorno (18ª) |
| |             |                     |               |               |
| 5 dic. | 3-0         | Casale-Brescia      | 1-3           | 20 mar.       |
| 5 dic. | 1-2         | Genoa-Juventus      | 0-0           | 20 mar.       |
| 5 dic. | 1-2         | Alba Audace-Modena  | 2-2           | 20 mar.       |
| 5 dic. | 4-1         | Pro Vercelli-Napoli | 3-0           | 20 mar.       |
| 5 dic. | 1-1         | Verona-Inter        | 0-5           | 20 mar.       |

| andata (9ª) | andata (9ª) | Nona giornata       | ritorno (18ª) | ritorno (18ª) |
|             |             |                     |               |               |
| 5 dic.      | 3-0         | Casale-Brescia      | 1-3           | 20 mar.       |
| 5 dic.      | 1-2         | Genoa-Juventus      | 0-0           | 20 mar.       |
| 5 dic.      | 1-2         | Alba Audace-Modena  | 2-2           | 20 mar.       |
| 5 dic.      | 4-1         | Pro Vercelli-Napoli | 3-0           | 20 mar.       |
| 5 dic.      | 1-1         | Verona-Inter        | 0-5           | 20 mar.       |

### Statistiche

#### Squadre

##### Classifica in divenire
| [ 7 ]        | 1ª | 2ª | 3ª | 4ª | 5ª | 6ª | 7ª | 8ª | 9ª | 10ª | 11ª | 12ª | 13ª | 14ª | 15ª | 16ª | 17ª | 18ª |
| [ 7 ]        |    |    |    |    |    |    |    |    |    |     |     |     |     |     |     |     |     |     |
| ------------ | -- | -- | -- | -- | -- | -- | -- | -- | -- | --- | --- | --- | --- | --- | --- | --- | --- | --- |
| Alba Audace  | 0  | 2  | 4  | 4  | 6  | 6  | 6  | 8  | 8  | 8   | 10  | 10  | 11  | 11  | 11  | 11  | 11  | 12  |
| Brescia      | 0  | 1  | 1  | 2  | 4  | 6  | 6  | 6  | 6  | 8   | 8   | 10  | 10  | 12  | 13  | 13  | 13  | 15  |
| Casale       | 2  | 2  | 4  | 6  | 8  | 8  | 9  | 9  | 11 | 13  | 13  | 15  | 15  | 17  | 19  | 20  | 21  | 21  |
| Genoa        | 2  | 3  | 5  | 5  | 7  | 7  | 9  | 10 | 10 | 10  | 12  | 14  | 16  | 17  | 19  | 21  | 23  | 24  |
| Inter        | 2  | 4  | 4  | 6  | 6  | 8  | 10 | 12 | 13 | 15  | 15  | 17  | 18  | 22  | 22  | 24  | 25  | 27  |
| Juventus     | 2  | 4  | 5  | 6  | 8  | 10 | 12 | 14 | 16 | 16  | 18  | 20  | 20  | 20  | 22  | 24  | 26  | 27  |
| Modena       | 2  | 2  | 3  | 4  | 4  | 6  | 7  | 9  | 11 | 12  | 12  | 12  | 14  | 15  | 15  | 15  | 17  | 18  |
| Napoli       | 0  | 0  | 0  | 0  | 0  | 0  | 0  | 0  | 0  | 0   | 0   | 0   | 0   | 0   | 1   | 1   | 1   | 1   |
| Pro Vercelli | 0  | 1  | 3  | 4  | 4  | 6  | 7  | 8  | 10 | 11  | 11  | 11  | 13  | 15  | 17  | 18  | 18  | 20  |
| Verona       | 0  | 1  | 1  | 3  | 3  | 3  | 4  | 4  | 5  | 7   | 7   | 7   | 9   | 9   | 11  | 13  | 15  | 15  |

## Girone B

### Squadre partecipanti
| Club               | Stagione | Città       | Stadio                 | Stagione precedente                          |
| ------------------ | -------- | ----------- | ---------------------- | -------------------------------------------- |
| Alessandria        | dettagli | Alessandria | Campo degli Orti       | 10º posto nel girone B della Prima Divisione |
| Andrea Doria       | dettagli | Genova      | Campo la Cajenna       | 7º posto nel girone A della Prima Divisione  |
| Bologna            | dettagli | Bologna     | Stadio del Littoriale  | Finalista di Lega Nord                       |
| Cremonese          | dettagli | Cremona     | Stadio Giovanni Zini   | 2º posto nel girone A della Prima Divisione  |
| Fortitudo Pro Roma | dettagli | Roma        | Stadio Nazionale       | 2ª nella semifinale di Lega Sud              |
| Livorno            | dettagli | Livorno     | Campo di Villa Chayes  | 5º posto nel girone B della Prima Divisione  |
| Milan              | dettagli | Milano      | Campo San Siro         | 8º posto nel girone B della Prima Divisione  |
| Padova             | dettagli | Padova      | Stadio Silvio Appiani  | 4º posto nel girone B della Prima Divisione  |
| Sampierdarenese    | dettagli | Genova      | Stadio di Villa Scassi | 6º posto nel girone B della Prima Divisione  |
| Torino             | dettagli | Torino      | Stadio Filadelfia      | 2º posto nel girone A della Prima Divisione  |

### Classifica finale
|  | Pos. | Squadra            | Pt | G  | V  | N | P  | GF | GS | DR  |
|  | ---- | ------------------ | -- | -- | -- | - | -- | -- | -- | --- |
|  | 1.   | Torino             | 26 | 18 | 12 | 2 | 4  | 52 | 25 | +27 |
|  | 2.   | Milan              | 24 | 18 | 11 | 2 | 5  | 41 | 27 | +14 |
|  | 2.   | Bologna            | 24 | 18 | 11 | 2 | 5  | 38 | 26 | +12 |
|  | 4.   | Alessandria        | 21 | 18 | 9  | 3 | 6  | 42 | 24 | +18 |
|  | 5.   | Livorno            | 20 | 18 | 9  | 2 | 7  | 32 | 28 | +4  |
|  | 5.   | Sampierdarenese    | 20 | 18 | 9  | 2 | 7  | 31 | 36 | -5  |
|  | 7.   | Padova             | 15 | 18 | 7  | 1 | 10 | 29 | 44 | -15 |
|  | 8.   | Andrea Doria       | 13 | 18 | 5  | 3 | 10 | 16 | 31 | -15 |
|  | 9.   | Cremonese          | 12 | 18 | 6  | 0 | 12 | 19 | 35 | -16 |
|  | 10.  | Fortitudo Pro Roma | 5  | 18 | 2  | 1 | 15 | 18 | 42 | -24 |

- Per approfondire sui riammissioni, deroghe regolamentarie e fusioni vedi la sezione "Aggiornamenti" nelle voci Divisione Nazionale 1927-1928 e Prima Divisione 1927-1928.

Legenda:
      Ammesso alle finali.
 Retrocesso in Prima Divisione 1927-1928.
Regolamento:
Due punti a vittoria, uno a pareggio, zero a sconfitta.
Era in vigore il pari merito.
La Cremonese è stata riammessa nella Divisione Nazionale 1927-1928 in seguito alla fusione dell'Andrea Doria e della Sampierdarenese nella Dominante.
La Fortitudo è stata ripescata e ha fondato la Roma insieme all'Alba e al Roman.

### Risultati

#### Calendario
| andata (1ª) | andata (1ª) | Prima giornata               | ritorno (10ª) | ritorno (10ª) |
|             |             |                              |               |               |
| 3 ott.      | 5-0         | Alessandria-Andrea Doria     | 2-1           | 19 dic.       |
| 3 ott.      | 5-1         | Bologna-Padova               | 2-0           | 19 dic.       |
| 3 ott.      | 1-2         | Fortitudo Pro Roma-Cremonese | 0-1           | 19 dic.       |
| 3 ott.      | 2-1         | Livorno-Torino               | 0-8           | 19 dic.       |
| 3 ott.      | 1-2         | Milan-Sampierdarenese        | 1-3           | 19 dic.       |

| andata (2ª) | andata (2ª) | Seconda giornata               | ritorno (11ª) | ritorno (11ª) |
|             |             |                                |               |               |
| 10 ott.     | 1-0         | Andrea Doria-Milan             | 1-4           | 26 dic.       |
| 10 ott.     | 3-2         | Bologna-Livorno                | 1-3           | 26 dic.       |
| 10 ott.     | 0-1         | Cremonese-Torino               | 1-8           | 26 dic.       |
| 10 ott.     | 1-1         | Fortitudo Pro Roma-Alessandria | 1-3           | 26 dic.       |
| 10 ott.     | 3-1         | Padova-Sampierdarenese         | 0-3           | 26 dic.       |

| andata (1ª) | andata (1ª) | Prima giornata               | ritorno (10ª) | ritorno (10ª) |
|             |             |                              |               |               |
| 3 ott.      | 5-0         | Alessandria-Andrea Doria     | 2-1           | 19 dic.       |
| 3 ott.      | 5-1         | Bologna-Padova               | 2-0           | 19 dic.       |
| 3 ott.      | 1-2         | Fortitudo Pro Roma-Cremonese | 0-1           | 19 dic.       |
| 3 ott.      | 2-1         | Livorno-Torino               | 0-8           | 19 dic.       |
| 3 ott.      | 1-2         | Milan-Sampierdarenese        | 1-3           | 19 dic.       |

| andata (2ª) | andata (2ª) | Seconda giornata               | ritorno (11ª) | ritorno (11ª) |
|             |             |                                |               |               |
| 10 ott.     | 1-0         | Andrea Doria-Milan             | 1-4           | 26 dic.       |
| 10 ott.     | 3-2         | Bologna-Livorno                | 1-3           | 26 dic.       |
| 10 ott.     | 0-1         | Cremonese-Torino               | 1-8           | 26 dic.       |
| 10 ott.     | 1-1         | Fortitudo Pro Roma-Alessandria | 1-3           | 26 dic.       |
| 10 ott.     | 3-1         | Padova-Sampierdarenese         | 0-3           | 26 dic.       |

| andata (3ª) | andata (3ª) | Terza giornata            | ritorno (12ª) | ritorno (12ª) |
|             |             |                           |               |               |
| 17 ott.     | 5-1         | Alessandria-Bologna       | 0-2           | 2 gen.        |
| 17 ott.     | 1-0         | Milan-Cremonese           | 2-1           | 2 gen.        |
| 17 ott.     | 1-1         | Padova-Andrea Doria       | 0-1           | 2 gen.        |
| 17 ott.     | 1-1         | Sampierdarenese-Livorno   | 0-3           | 2 gen.        |
| 17 ott.     | 4-0         | Torino-Fortitudo Pro Roma | 2-4           | 2 gen.        |

| andata (4ª) | andata (4ª) | Quarta giornata              | ritorno (13ª) | ritorno (13ª) |
|             |             |                              |               |               |
| 24 ott.     | 1-1         | Andrea Doria-Sampierdarenese | 0-3           | 9 gen.        |
| 24 ott.     | 1-0         | Cremonese-Bologna            | 2-4           | 9 gen.        |
| 24 ott.     | 0-2         | Fortitudo Pro Roma-Livorno   | 1-3           | 9 gen.        |
| 24 ott.     | 3-2         | Padova-Alessandria           | 1-6           | 9 gen.        |
| 24 ott.     | 2-2         | Torino-Milan                 | 1-3           | 9 gen.        |

| andata (3ª) | andata (3ª) | Terza giornata            | ritorno (12ª) | ritorno (12ª) |
|             |             |                           |               |               |
| 17 ott.     | 5-1         | Alessandria-Bologna       | 0-2           | 2 gen.        |
| 17 ott.     | 1-0         | Milan-Cremonese           | 2-1           | 2 gen.        |
| 17 ott.     | 1-1         | Padova-Andrea Doria       | 0-1           | 2 gen.        |
| 17 ott.     | 1-1         | Sampierdarenese-Livorno   | 0-3           | 2 gen.        |
| 17 ott.     | 4-0         | Torino-Fortitudo Pro Roma | 2-4           | 2 gen.        |

| andata (4ª) | andata (4ª) | Quarta giornata              | ritorno (13ª) | ritorno (13ª) |
|             |             |                              |               |               |
| 24 ott.     | 1-1         | Andrea Doria-Sampierdarenese | 0-3           | 9 gen.        |
| 24 ott.     | 1-0         | Cremonese-Bologna            | 2-4           | 9 gen.        |
| 24 ott.     | 0-2         | Fortitudo Pro Roma-Livorno   | 1-3           | 9 gen.        |
| 24 ott.     | 3-2         | Padova-Alessandria           | 1-6           | 9 gen.        |
| 24 ott.     | 2-2         | Torino-Milan                 | 1-3           | 9 gen.        |

| andata (5ª) | andata (5ª) | Quinta giornata                    | ritorno (14ª) | ritorno (14ª) |
|             |             |                                    |               |               |
| 7 nov.      | 1-1         | Bologna-Torino                     | 1-2           | 16 gen.       |
| 7 nov.      | 0-2         | Cremonese-Padova                   | 1-4           | 16 gen.       |
| 7 nov.      | 2-1         | Livorno-Andrea Doria               | 1-2           | 16 gen.       |
| 7 nov.      | 1-1         | Milan-Alessandria                  | 1-3           | 27 feb.       |
| 7 nov.      | 3-1         | Sampierdarenese-Fortitudo Pro Roma | 1-0           | 16 gen.       |

| andata (6ª) | andata (6ª) | Sesta giornata              | ritorno (15ª) | ritorno (15ª) |
|             |             |                             |               |               |
| 14 nov.     | 6-1         | Alessandria-Sampierdarenese | 1-2           | 13 feb.       |
| 14 nov.     | 2-1         | Andrea Doria-Cremonese      | 1-3           | 13 feb.       |
| 14 nov.     | 2-1         | Bologna-Fortitudo Pro Roma  | 2-0           | 13 feb.       |
| 14 nov.     | 1-2         | Livorno-Milan               | 0-3           | 13 feb.       |
| 14 nov.     | 3-1         | Torino-Padova               | 1-0           | 13 feb.       |

| andata (5ª) | andata (5ª) | Quinta giornata                    | ritorno (14ª) | ritorno (14ª) |
|             |             |                                    |               |               |
| 7 nov.      | 1-1         | Bologna-Torino                     | 1-2           | 16 gen.       |
| 7 nov.      | 0-2         | Cremonese-Padova                   | 1-4           | 16 gen.       |
| 7 nov.      | 2-1         | Livorno-Andrea Doria               | 1-2           | 16 gen.       |
| 7 nov.      | 1-1         | Milan-Alessandria                  | 1-3           | 27 feb.       |
| 7 nov.      | 3-1         | Sampierdarenese-Fortitudo Pro Roma | 1-0           | 16 gen.       |

| andata (6ª) | andata (6ª) | Sesta giornata              | ritorno (15ª) | ritorno (15ª) |
|             |             |                             |               |               |
| 14 nov.     | 6-1         | Alessandria-Sampierdarenese | 1-2           | 13 feb.       |
| 14 nov.     | 2-1         | Andrea Doria-Cremonese      | 1-3           | 13 feb.       |
| 14 nov.     | 2-1         | Bologna-Fortitudo Pro Roma  | 2-0           | 13 feb.       |
| 14 nov.     | 1-2         | Livorno-Milan               | 0-3           | 13 feb.       |
| 14 nov.     | 3-1         | Torino-Padova               | 1-0           | 13 feb.       |

| andata (7ª) | andata (7ª) | Settima giornata          | ritorno (16ª) | ritorno (16ª) |
|             |             |                           |               |               |
| 21 nov.     | 0-0         | Alessandria-Livorno       | 2-1           | 6 mar.        |
| 21 nov.     | 1-2         | Fortitudo Pro Roma-Padova | 3-5           | 6 mar.        |
| 21 nov.     | 4-2         | Milan-Bologna             | 1-4           | 6 mar.        |
| 21 nov.     | 2-0         | Sampierdarenese-Cremonese | 0-4           | 6 mar.        |
| 21 nov.     | 3-1         | Torino-Andrea Doria       | 2-1           | 6 mar.        |

| andata (8ª) | andata (8ª) | Ottava giornata                 | ritorno (17ª) | ritorno (17ª) |
|             |             |                                 |               |               |
| 28 nov.     | 1-3         | Alessandria-Torino              | 2-3           | 13 mar.       |
| 28 nov.     | 1-2         | Andrea Doria-Fortitudo Pro Roma | 1-0           | 13 mar.       |
| 28 nov.     | 0-1         | Cremonese-Livorno               | 0-4           | 13 mar.       |
| 28 nov.     | 1-3         | Padova-Milan                    | 2-5           | 13 mar.       |
| 28 nov.     | 1-3         | Sampierd.-Bologna               | 2-4           | 13 mar.       |

| andata (7ª) | andata (7ª) | Settima giornata          | ritorno (16ª) | ritorno (16ª) |
|             |             |                           |               |               |
| 21 nov.     | 0-0         | Alessandria-Livorno       | 2-1           | 6 mar.        |
| 21 nov.     | 1-2         | Fortitudo Pro Roma-Padova | 3-5           | 6 mar.        |
| 21 nov.     | 4-2         | Milan-Bologna             | 1-4           | 6 mar.        |
| 21 nov.     | 2-0         | Sampierdarenese-Cremonese | 0-4           | 6 mar.        |
| 21 nov.     | 3-1         | Torino-Andrea Doria       | 2-1           | 6 mar.        |

| andata (8ª) | andata (8ª) | Ottava giornata                 | ritorno (17ª) | ritorno (17ª) |
|             |             |                                 |               |               |
| 28 nov.     | 1-3         | Alessandria-Torino              | 2-3           | 13 mar.       |
| 28 nov.     | 1-2         | Andrea Doria-Fortitudo Pro Roma | 1-0           | 13 mar.       |
| 28 nov.     | 0-1         | Cremonese-Livorno               | 0-4           | 13 mar.       |
| 28 nov.     | 1-3         | Padova-Milan                    | 2-5           | 13 mar.       |
| 28 nov.     | 1-3         | Sampierd.-Bologna               | 2-4           | 13 mar.       |

| \| andata (9ª) \| andata (9ª) \| Nona giornata \| ritorno (18ª) \| ritorno (18ª) \| \| \| \| \| \| \| \| 5 dic. \| 0-0 \| Bologna-Andrea Doria \| 1-0 \| 20 mar. \| \| 5 dic. \| 1-0 \| Cremonese-Alessandria \| 1-2 \| 20 mar. \| \| 5 dic. \| 5-0 \| Livorno-Padova \| 1-3 \| 20 mar. \| \| 5 dic. \| 4-0 \| Milan-Fortitudo Pro Roma \| 3-2 \| 20 mar. \| \| 5 dic. \| 6-1 \| Torino-Sampierdarenese \| 1-4 \| 20 mar. \| |             |                          |               |               |
| andata (9ª) | andata (9ª) | Nona giornata            | ritorno (18ª) | ritorno (18ª) |
| |             |                          |               |               |
| 5 dic. | 0-0         | Bologna-Andrea Doria     | 1-0           | 20 mar.       |
| 5 dic. | 1-0         | Cremonese-Alessandria    | 1-2           | 20 mar.       |
| 5 dic. | 5-0         | Livorno-Padova           | 1-3           | 20 mar.       |
| 5 dic. | 4-0         | Milan-Fortitudo Pro Roma | 3-2           | 20 mar.       |
| 5 dic. | 6-1         | Torino-Sampierdarenese   | 1-4           | 20 mar.       |

| andata (9ª) | andata (9ª) | Nona giornata            | ritorno (18ª) | ritorno (18ª) |
|             |             |                          |               |               |
| 5 dic.      | 0-0         | Bologna-Andrea Doria     | 1-0           | 20 mar.       |
| 5 dic.      | 1-0         | Cremonese-Alessandria    | 1-2           | 20 mar.       |
| 5 dic.      | 5-0         | Livorno-Padova           | 1-3           | 20 mar.       |
| 5 dic.      | 4-0         | Milan-Fortitudo Pro Roma | 3-2           | 20 mar.       |
| 5 dic.      | 6-1         | Torino-Sampierdarenese   | 1-4           | 20 mar.       |

### Statistiche

#### Squadre

##### Classifica in divenire
|                 | 1ª | 2ª | 3ª | 4ª | 5ª | 6ª | 7ª | 8ª | 9ª | 10ª | 11ª | 12ª | 13ª | 14ª | 15ª | 16ª | 17ª | 18ª |
|                 |    |    |    |    |    |    |    |    |    |     |     |     |     |     |     |     |     |     |
| --------------- | -- | -- | -- | -- | -- | -- | -- | -- | -- | --- | --- | --- | --- | --- | --- | --- | --- | --- |
| Alessandria     | 2  | 3  | 5  | 5  | 6  | 8  | 9  | 9  | 9  | 11  | 13  | 13  | 15  | 15  | 15  | 19  | 19  | 21  |
| Andrea Doria    | 0  | 2  | 4  | 4  | 4  | 6  | 6  | 6  | 7  | 7   | 7   | 9   | 9   | 11  | 11  | 11  | 13  | 13  |
| Bologna         | 2  | 4  | 4  | 4  | 5  | 7  | 7  | 9  | 10 | 12  | 12  | 14  | 16  | 16  | 18  | 20  | 22  | 24  |
| Cremonese       | 2  | 2  | 2  | 4  | 4  | 4  | 4  | 4  | 6  | 8   | 8   | 8   | 8   | 8   | 10  | 12  | 12  | 12  |
| Fortitudo       | 0  | 1  | 1  | 1  | 1  | 1  | 1  | 3  | 3  | 3   | 3   | 5   | 5   | 5   | 5   | 5   | 5   | 5   |
| Livorno         | 2  | 2  | 4  | 5  | 7  | 7  | 8  | 10 | 12 | 12  | 14  | 16  | 18  | 18  | 18  | 18  | 20  | 20  |
| Milan           | 0  | 0  | 2  | 3  | 4  | 6  | 8  | 10 | 12 | 12  | 14  | 14  | 16  | 16  | 20  | 20  | 22  | 24  |
| Padova          | 0  | 2  | 3  | 5  | 7  | 7  | 9  | 9  | 9  | 9   | 9   | 9   | 9   | 11  | 11  | 13  | 13  | 15  |
| Sampierdarenese | 2  | 2  | 3  | 4  | 6  | 6  | 8  | 8  | 8  | 10  | 12  | 12  | 14  | 16  | 18  | 18  | 18  | 20  |
| Torino          | 0  | 2  | 4  | 5  | 6  | 8  | 10 | 12 | 14 | 16  | 18  | 18  | 18  | 20  | 22  | 24  | 26  | 26  |

## Girone finale

### Classifica finale
|  | Pos. | Squadra  | Pt | G  | V | N | P | GF | GS | DR  |
|  | ---- | -------- | -- | -- | - | - | - | -- | -- | --- |
|  | 1.   | Torino   | 14 | 10 | 7 | 0 | 3 | 17 | 15 | +2  |
|  | 2.   | Bologna  | 12 | 10 | 5 | 2 | 3 | 14 | 6  | +8  |
|  | 3.   | Juventus | 11 | 10 | 5 | 1 | 4 | 24 | 13 | +11 |
|  | 4.   | Genoa    | 9  | 10 | 4 | 1 | 5 | 15 | 21 | -6  |
|  | 5.   | Inter    | 8  | 10 | 3 | 2 | 5 | 13 | 16 | -3  |
|  | 6.   | Milan    | 6  | 10 | 2 | 2 | 6 | 13 | 25 | -12 |

Regolamento:
Due punti a vittoria, uno a pareggio, zero a sconfitta.
Era in vigore il pari merito.
Torino campione d'Italia 1926-1927. Scudetto revocato per il caso Allemandi dalla FIGC il 3 novembre 1927.

#### Squadra capolista
- Vincenzo Bosia
- Mihály Balasics
- Cesare Martin II
- Enrico Colombari
- Antonio Janni
- Mario Sperone
- Serafino Carrera
- Adolfo Baloncieri
- Julio Libonatti
- Gino Rossetti II
- Francesco Franzoni
- Vittorio Staccione
- Eugenio Staccione
- Allenatore: Imre Schoffer

### Risultati

#### Calendario
| andata (1ª) | andata (1ª) | Prima giornata   | ritorno (6ª) | ritorno (6ª) |
|             |             |                  |              |              |
| 27 mar.     | 1-0         | Bologna-Juventus | 1-1          | 22 mag.      |
| 1 mag.      | 4-2         | Milan-Genoa      | 0-2          | 22 mag.      |
| 1 mag.      | 2-1         | Torino-Inter     | 2-1          | 22 mag.      |

| andata (2ª) | andata (2ª) | Seconda giornata | ritorno (7ª) | ritorno (7ª) |
|             |             |                  |              |              |
| 3 apr.      | 1-0         | Genoa-Bologna    | 0-1          | 5 giu.       |
| 3 apr.      | 1-2         | Inter-Milan      | 1-1          | 5 giu.       |
| 3 apr.      | 1-0         | Juventus-Torino  | 1-2          | 5 giu.       |

| andata (1ª) | andata (1ª) | Prima giornata   | ritorno (6ª) | ritorno (6ª) |
|             |             |                  |              |              |
| 27 mar.     | 1-0         | Bologna-Juventus | 1-1          | 22 mag.      |
| 1 mag.      | 4-2         | Milan-Genoa      | 0-2          | 22 mag.      |
| 1 mag.      | 2-1         | Torino-Inter     | 2-1          | 22 mag.      |

| andata (2ª) | andata (2ª) | Seconda giornata | ritorno (7ª) | ritorno (7ª) |
|             |             |                  |              |              |
| 3 apr.      | 1-0         | Genoa-Bologna    | 0-1          | 5 giu.       |
| 3 apr.      | 1-2         | Inter-Milan      | 1-1          | 5 giu.       |
| 3 apr.      | 1-0         | Juventus-Torino  | 1-2          | 5 giu.       |

| andata (3ª) | andata (3ª) | Terza giornata | ritorno (8ª) | ritorno (8ª) |
|             |             |                |              |              |
| 10 apr.     | 2-1         | Bologna-Milan  | 1-1          | 12 giu.      |
| 10 apr.     | 2-1         | Inter-Juventus | 3-1          | 12 giu.      |
| 10 apr.     | 3-1         | Torino-Genoa   | 1-3          | 12 giu.      |

| andata (4ª) | andata (4ª) | Quarta giornata | ritorno (9ª) | ritorno (9ª) |
|             |             |                 |              |              |
| 8 mag.      | 3-0         | Bologna-Inter   | 0-1          | 19 giu.      |
| 8 mag.      | 6-0         | Juventus-Genoa  | 3-2          | 19 giu.      |
| 8 mag.      | 2-3         | Milan-Torino    | 0-3          | 19 giu.      |

| andata (3ª) | andata (3ª) | Terza giornata | ritorno (8ª) | ritorno (8ª) |
|             |             |                |              |              |
| 10 apr.     | 2-1         | Bologna-Milan  | 1-1          | 12 giu.      |
| 10 apr.     | 2-1         | Inter-Juventus | 3-1          | 12 giu.      |
| 10 apr.     | 3-1         | Torino-Genoa   | 1-3          | 12 giu.      |

| andata (4ª) | andata (4ª) | Quarta giornata | ritorno (9ª) | ritorno (9ª) |
|             |             |                 |              |              |
| 8 mag.      | 3-0         | Bologna-Inter   | 0-1          | 19 giu.      |
| 8 mag.      | 6-0         | Juventus-Genoa  | 3-2          | 19 giu.      |
| 8 mag.      | 2-3         | Milan-Torino    | 0-3          | 19 giu.      |

| \| andata (5ª) \| andata (5ª) \| Quinta giornata \| ritorno (10ª) \| ritorno (10ª) \| \| \| \| \| \| \| \| 15 mag. \| 1-1 \| Genoa-Inter \| 3-2 \| 10 lug. \| \| 15 mag. \| 0-2 \| [8] Milan-Juventus \| 2-8 \| 10 lug. \| \| 3 lug. \| 1-0 \| [9] Torino-Bologna \| 0-5 \| 10 lug. \| |             |                 |               |               |
| andata (5ª) | andata (5ª) | Quinta giornata | ritorno (10ª) | ritorno (10ª) |
| |             |                 |               |               |
| 15 mag. | 1-1         | Genoa-Inter     | 3-2           | 10 lug.       |
| 15 mag. | 0-2         | Milan-Juventus  | 2-8           | 10 lug.       |
| 3 lug. | 1-0         | Torino-Bologna  | 0-5           | 10 lug.       |

| andata (5ª) | andata (5ª) | Quinta giornata | ritorno (10ª) | ritorno (10ª) |
|             |             |                 |               |               |
| 15 mag.     | 1-1         | Genoa-Inter     | 3-2           | 10 lug.       |
| 15 mag.     | 0-2         | Milan-Juventus  | 2-8           | 10 lug.       |
| 3 lug.      | 1-0         | Torino-Bologna  | 0-5           | 10 lug.       |

### Statistiche

#### Squadre

##### Classifica in divenire
|          | 1ª | 2ª | 3ª | 4ª | 5ª | 6ª | 7ª | 8ª | 9ª | 10ª |
|          |    |    |    |    |    |    |    |    |    |     |
| -------- | -- | -- | -- | -- | -- | -- | -- | -- | -- | --- |
| Bologna  | 2  | 2  | 4  | 6  | 6  | 7  | 9  | 10 | 10 | 12  |
| Genoa    | 0  | 2  | 2  | 2  | 3  | 5  | 5  | 7  | 7  | 9   |
| Inter    | 0  | 0  | 2  | 2  | 3  | 3  | 4  | 6  | 8  | 8   |
| Juventus | 0  | 2  | 2  | 4  | 6  | 7  | 7  | 7  | 9  | 11  |
| Milan    | 2  | 4  | 4  | 4  | 4  | 4  | 5  | 6  | 6  | 6   |
| Torino   | 2  | 2  | 4  | 6  | 8  | 10 | 12 | 12 | 14 | 14  |

## Classifica marcatori
| Gol |  |  | Giocatore       | Squadra  |
| --- |  |  | --------------- | -------- |
| 22  |  |  | Antonio Powolny | Inter    |
| 21  |  |  | Julio Libonatti | Torino   |
| 19  |  |  | Gino Rossetti   | Torino   |
| 16  |  |  | Antonio Vojak   | Juventus |